# Falsa-érica
A falsa-érica (Cuphea gracilis) é uma planta herbácea perene, nativa do Brasil, bastante usada em jardinagem e paisagismo em função do fato de que é capaz de florescer ao longo de todo o ano.

## Características

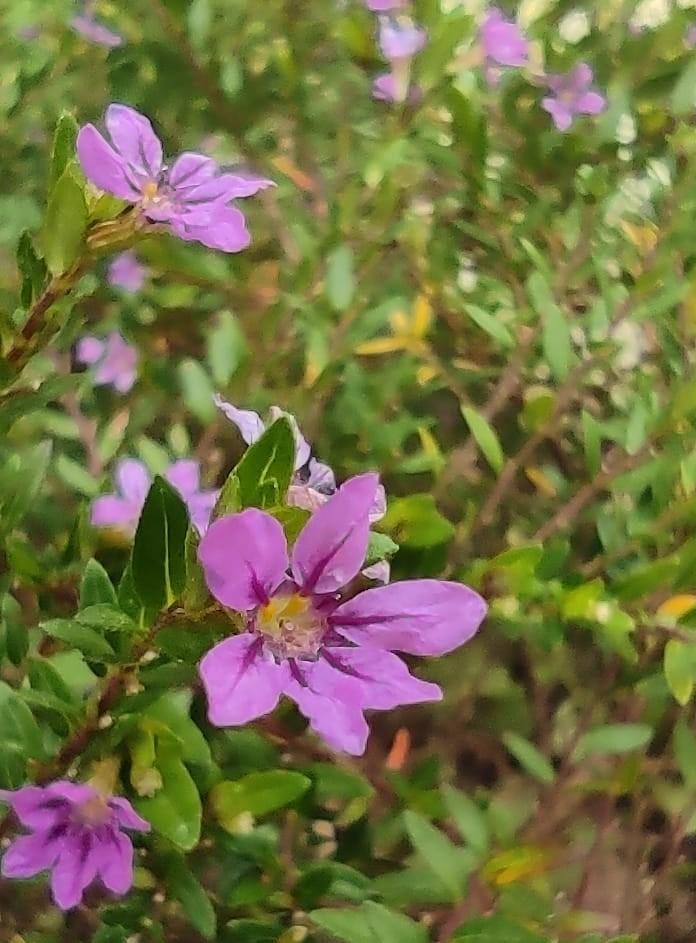
Flores da Cuphea gracilis

A Cuphea gracilis apresenta altura de 20 a 30 cm, com estrutura um pouco ramificada. Suas folhas são bastante pequenas, lanceoladas e permanentes. As flores são igualmente pequenas, podendo assumir cores lilases ou brancas, que se tornam rosa com a idade.
Floresce durante todo o ano e suas flores são muito atrativas para abelhas, borboletas e beija-flores.
É mais adaptada à situações de meia sombra ou pleno sol, devendo ser cultivada em solo bem drenado e muito rico em matéria orgânica. Suporta leves podas de formação. Não é resistente ao frio severo.
A sua multiplicação ocorre por meio de sementes ou estacas obtidas à partir do ponteiro, postas a enraizar no fim do período do inverno.

## Usos
Esta planta é muito utilizada para fins paisagísticos, sendo plantadas em jardins e praças. Pode ser plantada diretamente no solo ou em jardineiras, bordaduras, forrações. Aceita bem o plantio em conjunto com outras plantas ornamentais.
Devido à sua rusticidade, a Cuphea gracilis também pode ser utilizada para plantio em meio à terrenos pedregosos.